# Elena Moreno
María Elena Moreno Zaldíbar (San Sebastián, 13 novembre 1959) è un'ex cestista spagnola.

## Carriera
Con la Spagna ha disputato i Campionati europei del 1983.